# Cross Florida Barge Canal

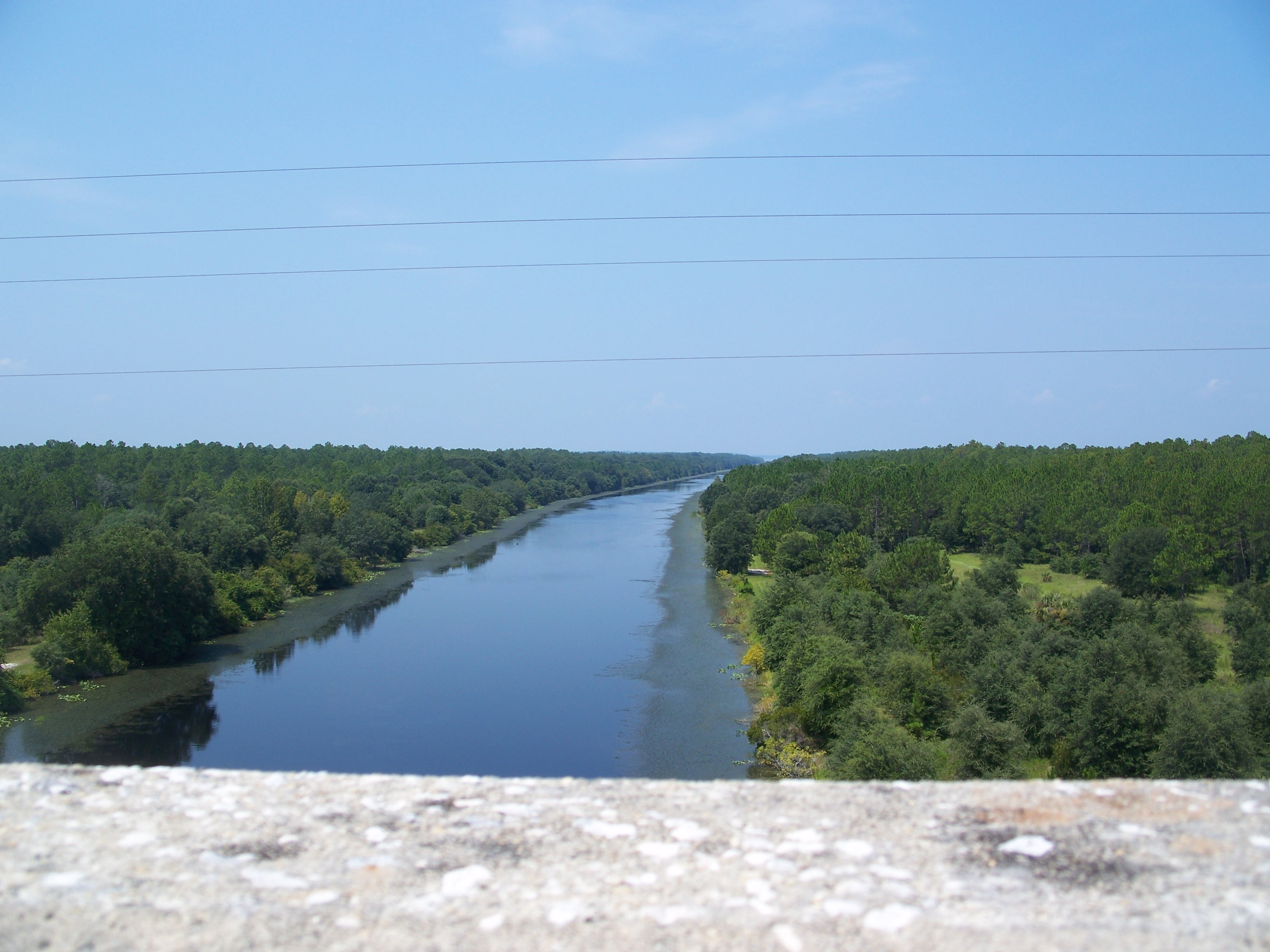
Een van de twee voltooide secties van het Barge Canal

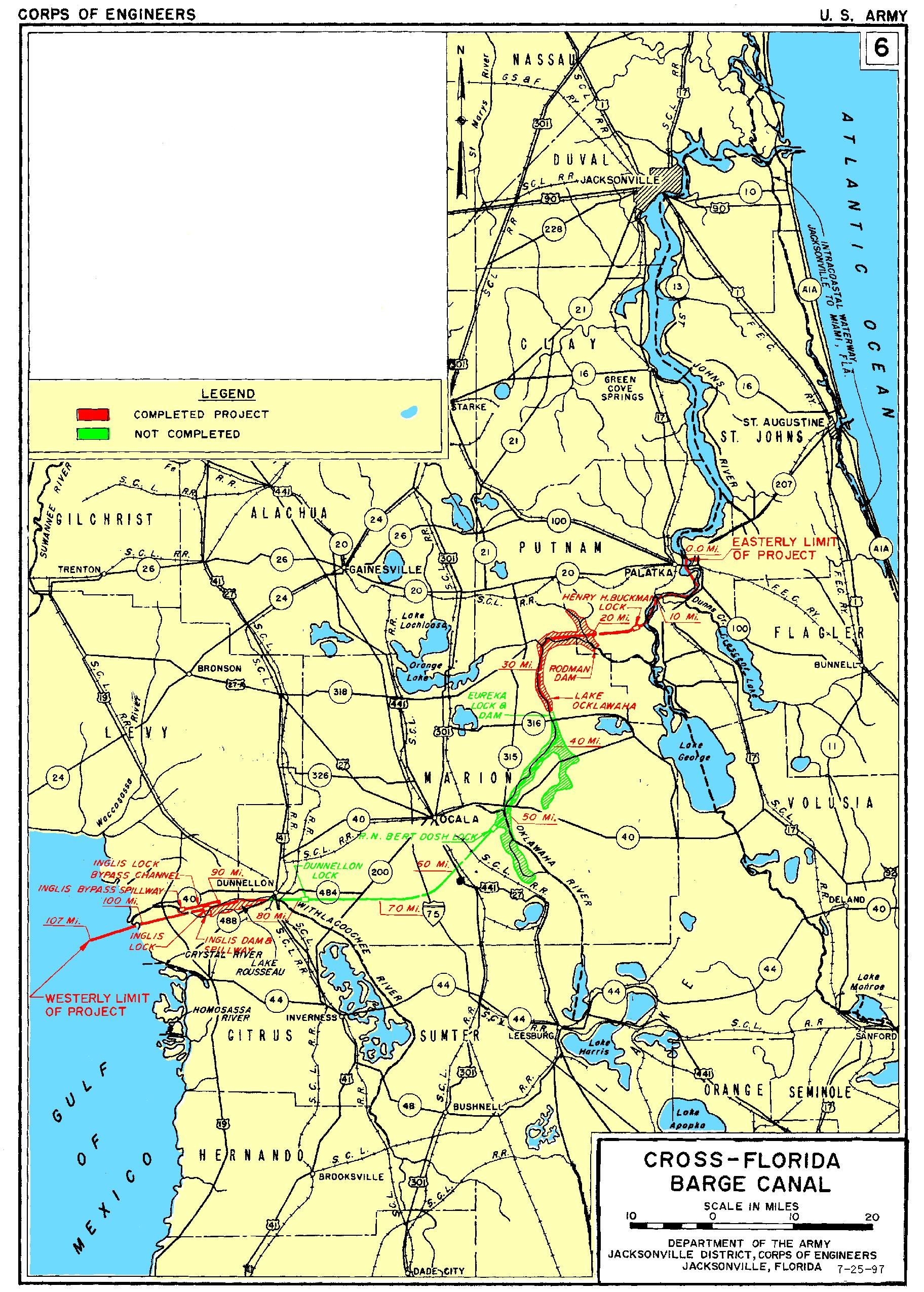
Een kaart van het Cross Florida Barge Canal.

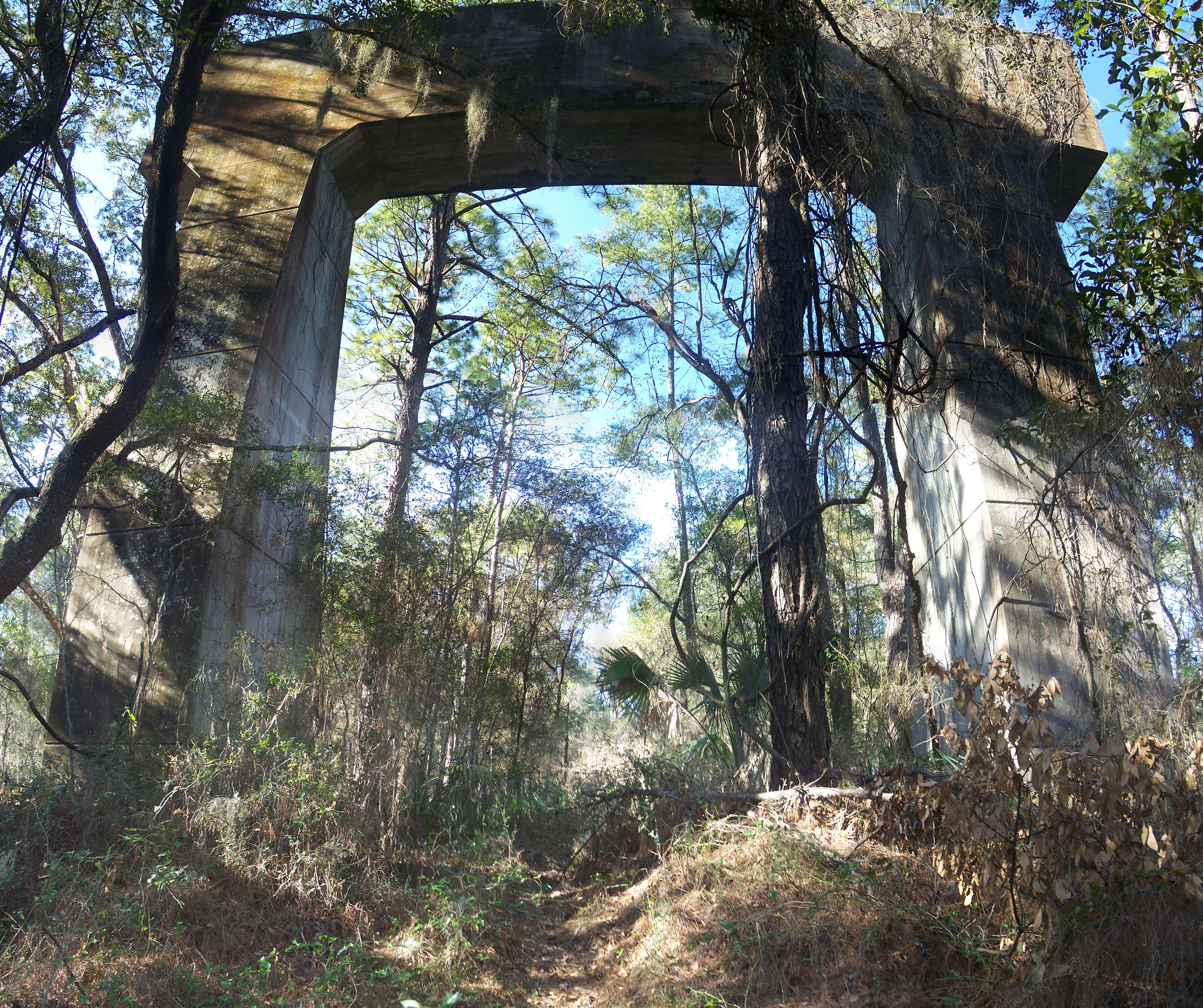
Een van de pijlers van een brug die nooit voltooid werd.

Het Cross Florida Barge Canal is een nooit voltooid kanaal tussen de Golf van Mexico en de Atlantische Oceaan dwars door Florida. Het kanaal was bedoeld voor duwbakken en moest de gevaarlijke route rond de zuidkant van Florida afsnijden. Twee secties van het kanaal zijn voltooid, maar het project werd afgebroken vanwege voornamelijk milieutechnische redenen. Het kanaal is nu een ecologische verbindingszone en is vernoemd naar de belangrijkste tegenstandster van het kanaal, het gebied heet nu Marjorie Harris Carr Cross Florida Greenway.